# La Liga de 1968–69

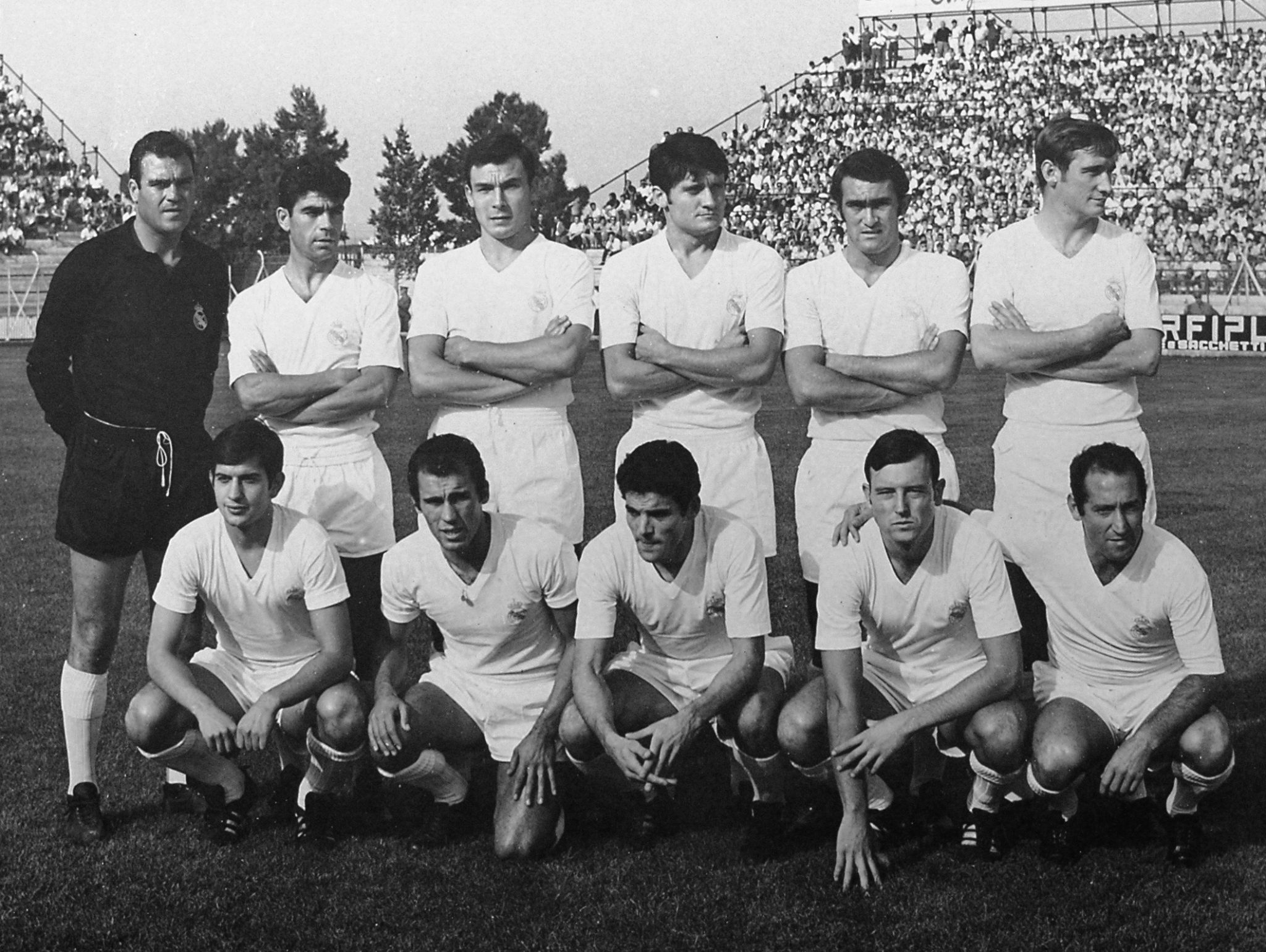
Real Madrid 1968–69

A La Liga de 1968–69 foi a 38º edição da Primeira Divisão da Espanha de futebol. Com 16 participantes, o campeão foi o Real Madrid.